# Janina Tworek-Pierzgalska
Janina Tworek-Pierzgalska (ur. 26 stycznia 1933 w Piotrkowie Trybunalskim, zm. 25 sierpnia 1983 w Łodzi) – polska przedstawicielka sztuk wizualnych, nauczycielka akademicka, pedagog. Prodziekan, profesor zwyczajny, prorektor i wykładowca łódzkiej Akademii Sztuk Pięknych im. Władysława Strzemińskiego (wcześniej pod nazwą Państwowa Wyższa Szkoła Sztuk Plastycznych).

## Życiorys
Absolwentka Wydziału Włókienniczego PWSSP (rocznik 1954). Dyplom otrzymała rok później w pracowni Teresy Tyszkiewicz i Marii Stieber. Swoje prace tworzyła w tkaninie artystycznej techniką gobelinu klasycznego. Współpracowniczka Laboratorium Przemysłu Jedwabniczego w Łodzi.
Jej mężem był profesor Ireneusz Pierzgalski.
W 1981 Centralne Biuro Wystaw Artystycznych wydało publikację Janina Tworek-Pierzgalska - tkanina, rysunek: wystawa tworząca IV Triennale Tkaniny Unikatowej i Przemysłowej - Łódź '81, październik 1981, Salon Sztuki Współczesnej, Łódź.